# IIHF European Champions Cup 2007
Der IIHF European Champions Cup 2007 der Internationalen Eishockey-Föderation IIHF war die dritte Austragung des als Nachfolger der European Hockey League geltenden Wettbewerbs. Er wurde vom 11. bis 14. Januar 2007 in der Eissportarena im russischen Sankt Petersburg ausgetragen.
Für den IIHF European Champions Cup waren Vertreter aus den sechs besten europäischen Nationen nach der IIHF-Weltrangliste 2006 qualifiziert. Sie spielten um ein Preisgeld von 800.000 Schweizer Franken. Die teilnehmenden Mannschaften kamen aus Schweden, Tschechien, der Slowakei, Russland, Finnland und der Schweiz. Mannschaften aus Deutschland und Österreich hatten sich aufgrund des schlechten Abschneidens der Nationalmannschaft nicht qualifiziert. Im IIHF Continental Cup konnten die Meister und weitere eingeladene Mannschaften der anderen europäischen Ligen teilnehmen.
Insgesamt besuchten 36.800 Zuschauer die Spiele.

## Gruppenphase
In der Vorrunde spielten jeweils drei Mannschaften in zwei Gruppen um den Finaleinzug. Erstmals wurden unentschiedene Spiele durch eine maximal fünfminütige Verlängerung im Modus 4-gegen-4-Spieler und gegebenenfalls durch Penaltyschießen entschieden. Im Finale dauert die Verlängerung maximal zehn Minuten.

### Ragulin Division
In der Ragulin Division – benannt nach dem ehemaligen sowjetischen Spieler Alexander Pawlowitsch Ragulin – setzte sich der finnische Vertreter HPK Hämeenlinna mit Siegen über die Konkurrenten MsHK Žilina und HC Sparta Prag durch und erreichte das Finale.
| 11. Januar 2007 15:00 Uhr | HPK Hämeenlinna J.-P. Loikas (12:10) T. Mäkiaho (16:28) B. Tibbetts (29:50) J. Vihko (32:59) J. Vihko (39:26) V. Leino (41:34) T. Mäkiaho (46:36) | 7:0 (2:0, 3:0, 2:0) Spielbericht | MsHK Žilina | Eissportarena, Sankt Petersburg Zuschauer: 1.100 |

| 12. Januar 2007 15:00 Uhr | MsHK Žilina D. Kusovský (21:05) P. Frühauf (35:16) M. Straka (42:30) M. Hanzal (59:56) | 4:2 (0:1, 2:1, 2:0) Spielbericht | HC Sparta Prag P. Ton (3:20) M. Sivek (38:08) | Eissportarena, Sankt Petersburg Zuschauer: 900 |

| 13. Januar 2007 15:00 Uhr | HC Sparta Prag M. Černošek (18:26) J. Hanzlík (25:27) | 2:3 (1:1, 1:2, 0:0) Spielbericht | HPK Hämeenlinna J. Lahti (10:07) J. Vihko (21:52) T. Mäkiaho (32:48) | Eissportarena, Sankt Petersburg Zuschauer: 4.200 |

| Pl. |                 | Sp | S | OTS | OTN | N | Tore  | Punkte |
| 1.  | HPK Hämeenlinna | 2  | 2 | 0   | 0   | 0 | 10:02 | 6      |
| 2.  | MsHK Žilina     | 2  | 1 | 0   | 0   | 1 | 04:09 | 3      |
| 3.  | HC Sparta Prag  | 2  | 0 | 0   | 0   | 2 | 04:07 | 0      |

### Hlinka Division
Die Hlinka Division – benannt nach dem ehemaligen tschechoslowakischen Spieler und Trainer Ivan Hlinka – sah den russischen Vertreter Ak Bars Kasan mit zwei Siegen souverän das Finale erreichen. Die Mannschaft aus der Region Tatarstan setzte sich mit Siegen über Färjestad BK aus Schweden und den HC Lugano aus der Schweiz souverän durch.
| 11. Januar 2007 18:30 Uhr | Ak Bars Kasan S. Sinowjew (3:24) I. Nikulin (7:17) A. Morosow (34:06) I. Nikulin (34:38) D. Saripow (53:18) D. Saripow (59:54) | 6:4 (2:2, 2:1, 2:1) Spielbericht | Färjestad BK E. Kåberg (12:46) J. Höglund (17:32) E. Pirnes (23:31) P. Prestberg (43:53) | Eissportarena, Sankt Petersburg Zuschauer: 6.400 |

| 12. Januar 2007 18:30 Uhr | Färjestad BK | 0:3 (0:1, 0:1, 0:1) Spielbericht | HC Lugano S. Hirschi (13:53) S. Jeannin (29:21) R. Sannitz (59:14) | Eissportarena, Sankt Petersburg Zuschauer: 1.300 |

| 13. Januar 2007 18:30 Uhr | HC Lugano | 0:3 (0:1, 0:1, 0:1) Spielbericht | Ak Bars Kasan W. Proschkin (12:48) S. Sinowjew (23:33) S. Sinowjew (49:27) | Eissportarena, Sankt Petersburg Zuschauer: 11.200 |

| Pl. |               | Sp | S | OTS | OTN | N | Tore  | Punkte |
| 1.  | Ak Bars Kasan | 2  | 2 | 0   | 0   | 0 | 09:04 | 6      |
| 2.  | HC Lugano     | 2  | 1 | 0   | 0   | 1 | 03:03 | 3      |
| 3.  | Färjestad BK  | 2  | 0 | 0   | 0   | 2 | 04:09 | 0      |

## Finale
Im Finale kam es zum Aufeinandertreffen der beiden Gruppensieger aus Hämeenlinna und Kasan, das Kasan deutlich mit 6:0 für sich entschied und somit auch im dritten Jahr der Austragung ein russisches Team den Titel gewann. Überragend beim Sieg war der finnische Torhüter Mika Noronen, der nach seiner Einwechslung im ersten Gruppenspiel im gesamten Turnierverlauf kein Gegentor hinnehmen musste.
| 14. Januar 2007 18:30 Uhr | HPK Hämeenlinna | 0:6 (0:3, 0:0, 0:3) Spielbericht | Ak Bars Kasan S. Sinowjew (8:21) D. Saripow (11:49) A. Morosow (14:39) I. Nikulin (44:17) A. Perwyschin (47:22) I. Schtschadilow (49:01) | Eissportarena, Sankt Petersburg Zuschauer: 11.700 |

## Statistik

### Beste Scorer
Abkürzungen: Sp = Spiele, T = Tore, V = Vorlagen, Pkt = Punkte, +/- = Plus/Minus, SM = Strafminuten; Fett: Turnierbestwert
| Spieler           | Team        | Sp | T | V | Pkt | +/− | SM |
| ----------------- | ----------- | -- | - | - | --- | --- | -- |
| Alexei Morosow    | Kasan       | 3  | 2 | 8 | 10  | +7  | 0  |
| Sergei Sinowjew   | Kasan       | 3  | 4 | 2 | 6   | +7  | 2  |
| Danis Saripow     | Kasan       | 3  | 3 | 3 | 6   | +7  | 6  |
| Ville Leino       | Hämeenlinna | 3  | 1 | 4 | 5   | +4  | 0  |
| Witali Proschkin  | Kasan       | 3  | 1 | 3 | 4   | +7  | 14 |
| Toni Mäkiaho      | Hämeenlinna | 3  | 3 | 0 | 3   | −1  | 0  |
| Ilja Nikulin      | Kasan       | 3  | 3 | 0 | 3   | +2  | 4  |
| Joonas Vihko      | Hämeenlinna | 3  | 3 | 0 | 3   | +4  | 0  |
| Jani Keinänen     | Hämeenlinna | 3  | 0 | 3 | 3   | +2  | 12 |
| Wladimir Worobjow | Kasan       | 3  | 0 | 3 | 3   | +1  | 0  |

### Beste Torhüter
Abkürzungen: Sp = Spiele, TOI = Eiszeit (in Minuten), GT = Gegentore, SO = Shutouts, Sv% = gehaltene Schüsse (in %), GTS = Gegentorschnitt; Fett: Turnierbestwert
| Spieler           | Team      | Sp | TOI    | GT | SO | Sv%    | GTS  |
| ----------------- | --------- | -- | ------ | -- | -- | ------ | ---- |
| Mika Noronen      | Kasan     | 3  | 125:48 | 0  | 2  | 100,00 | 0,00 |
| Imrich Petrík     | Žilina    | 1  | 60:00  | 2  | 0  | 96,15  | 2,00 |
| Dušan Salfický    | Prag      | 1  | 58:33  | 3  | 0  | 94,00  | 3,07 |
| Simon Zuger       | Lugano    | 2  | 119:58 | 3  | 1  | 93,88  | 1,50 |
| Daniel Henriksson | Färjestad | 1  | 58:57  | 3  | 0  | 90,32  | 3,05 |

## Auszeichnungen
Spielertrophäen

| Auszeichnung         | Spieler        | Team          |
| -------------------- | -------------- | ------------- |
| Wertvollster Spieler | Alexei Morosow | Ak Bars Kasan |
| Bester Torhüter      | Mika Noronen   | Ak Bars Kasan |
| Bester Verteidiger   | Dick Tärnström | HC Lugano     |
| Bester Stürmer       | Alexei Morosow | Ak Bars Kasan |

All-Star-Team

| Angriff:      | Danis Saripow – Sergei Sinowjew – Alexei Morosow |
| Verteidigung: | Witali Proschkin – Ilja Nikulin                  |
| Tor:          | Mika Noronen                                     |

### Siegermannschaft
| European-Champions-Cup-Sieger Ak Bars Kasan | Torhüter: Artur Bagautdinow, Alexander Jerjomenko, Mika Noronen Verteidiger: Ray Giroux, Ilja Nikulin, Jan Novák, Andrei Perwyschin, Witali Proschkin, Hennadij Rasin, Jewgeni Rjassenski, Igor Schtschadilow Angreifer: Alexei Badjukow, Michail Junkow, Dmitri Kasionow, Enwer Lissin, Alexei Morosow, Dmitri Obuchow, Danis Saripow, Michail Schukow, Sergei Sinowjew, Alexander Stepanow, Alexei Tereschtschenko, Wladimir Worobjow Cheftrainer: Sinetula Biljaletdinow |